# Philippe Sénac
Philippe Sénac (París, 3 de desembre del 1952) és un historiador, arqueòleg i medievalista francès que s'ha especialitzat en l'estudi de l'Occident musulmà.
Antic membre de la Casa de Velázquez i antic professor de les Universitat de Perpinyà i Tolosa, Philippe Sénac és professor d'història medieval a la Universitat París IV Sorbonne i director de diversos treballs de recerca. Ha publicat nombrosos articles i llibres sobre les relacions entre l'Occident cristià i l'islam abans de les croades, principalment en les zones on estigueren en contacte les comunitats musulmanes i les cristianes a la península Ibèrica, com per exemple a Barbastre, València o Granada.

## Obres
- Musulmans et Sarrasins dans le Sud de la Gaule du VIII au XI, París, Le Sycomore, 1980.
- L'Image de l'autre : l'Occident médiéval face à l'Islam, París, Publications de la Sorbonne, 1981.
- Provence et piraterie sarrasine, Maisonneuve et Larose, 1982.
- Le monde musulman des origines au début du s. XI, Armand Colin, 1999.
- La frontière et les hommes, VIII-XII, París, Maisonneuve et Larose, 2000.
- Les Carolingiens et al-Andalus, VIII-IX, París, Maisonneuve et Larose, 2002.
- Relations des pays d'islam avec le monde latin en col·laboració amb Pierre Guichard, Sedes, 2000.
- Al Mansur, Librairie Académique Perrin, 2005.